# Zubair-Archipel
Der Zubair-Archipel (arabisch جزر الزبير, DMG Ǧuzur az-Zubair) ist eine etwa fünfzig Kilometer von der Westküste des Jemen entfernte Inselgruppe im Roten Meer. Sie gehört zum dortigen mittelozeanischen Rücken.

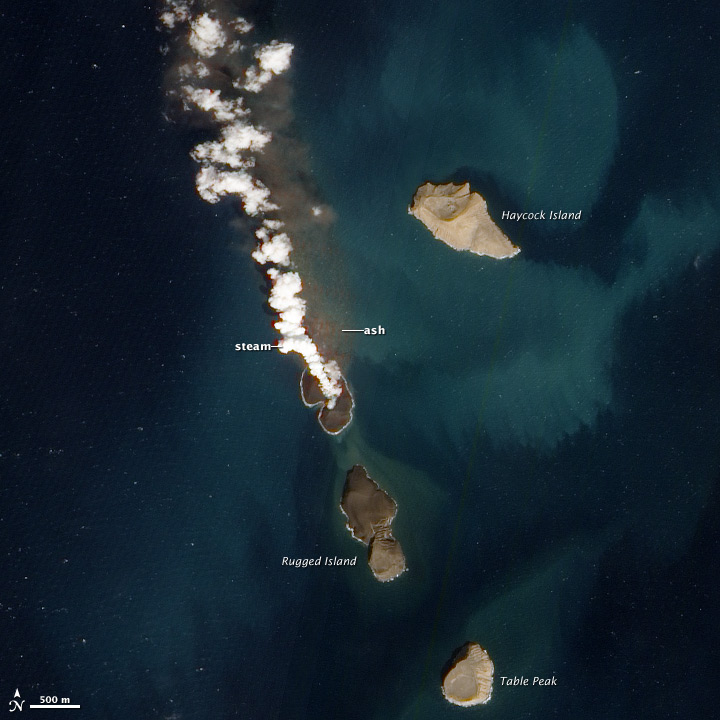
Satellitenaufnahme der neu entstandenen Insel zwischen Haycock und Rugged Island

Der Archipel besteht aus zehn Inseln, unter anderem:
- Centre Peak[2]
- Haycock[1]
- Dschabal Zubair – Die größte Insel des Archipels hat eine Länge von fünf Kilometern.[2]
- Rugged[1]
- Saba[2]
- Saddle[2]
- Sholan, entstanden in Ausbrüchen zwischen 13. Dezember 2011 und 12. Januar 2012[1][3][4] – Sholan hat eine maximale Breite und Länge von 520 m bzw. 770 m; etwa 0,25 km2 der Fläche ist subaerisch.[4]
- Jadid, entstanden zwischen 28. September und 20. November 2013[3][4] – Jadid ist eine nahezu kreisförmige Insel mit einem Durchmesser von etwa 900 m. Die subaerische Größe nahm von 0,68 km2 nach dem Ende der Eruption bis 24. Februar 2014 auf 0,67 km2 ab.[4]

Die Inseln sind Schlote eines Schildvulkans des Red Sea Rift, dessen höchste Erhebung 191 Meter misst und dessen letzter Ausbruch auf das Jahr 1824 datierte (nach anderen Angaben 1846).